# 莫桑比克叫姑魚
莫桑比克叫姑魚為輻鰭魚綱鱸形目鱸亞目石首魚科的其中一種，分布於西印度洋區，從肯亞至莫三比克海域，體長可達40公分，棲息在沿海、河口，可做為食用魚及遊釣魚。